# Dan vstaje naroda Hrvaške
Dan vstaje naroda Hrvaške je bil republiški praznik SR Hrvaške, ki se je proslavljal 27. julija. Na ta dan leta 1941 so partizanski oddelki napadli več naselij, s čimer se je pričela NOVJ na Hrvaškem. 